# S55 (stjärna)
S55 (även känd som S0–102) är en stjärna som ligger mycket nära Vintergatans centrum, nära radiokällan Sagittarius A*, som kretsar runt den med en omloppsperiod på 12,8 år. Fram till 2019, när stjärnan S62 blev ny rekordhållare, var den stjärnan med den kortaste kända perioden som kretsade runt det svarta hålet i mitten av Vintergatan. Den slog rekordet på 16 år tidigare satt av S2. Stjärnan identifierades av ett team från University of California, Los Angeles ledd av Andrea M. Ghez. Vid dess periapsis når dess egenrörelse 1,7 procent av ljusets hastighet. Vid den punkten är den 246 astronomiska enheter (34 ljustimmar, 36,7 miljarder km) från Vintergatans centrum, medan det svarta hålets radie bara är en liten bråkdel av den storleken (Schwarzschildradien är cirka 0,082 AE). Den passerade den punkten 2022 och kommer att vara där igen 2034.
Dess position på himlen har övervakats från 2000 till 2012 med W. M. Keck-teleskopet och från 2002 till 2016 med VLT. En hel omloppsbana har observerats. Ur jordens nuvarande perspektiv färdas den i medurs riktning. Efter att ha observerat två stjärnor som kretsar genom hela perioder runt centrum (S55 och S2), kunde gravitationspotentialen för Sagittarii A* fastställas. Det är också möjligt att det finns en hel del mörk materia runt dessa stjärnors banor. Även generella relativistiska effekter på grund av gravitationsrödförskjutning bör kunna observeras.